# Guntram Pauli

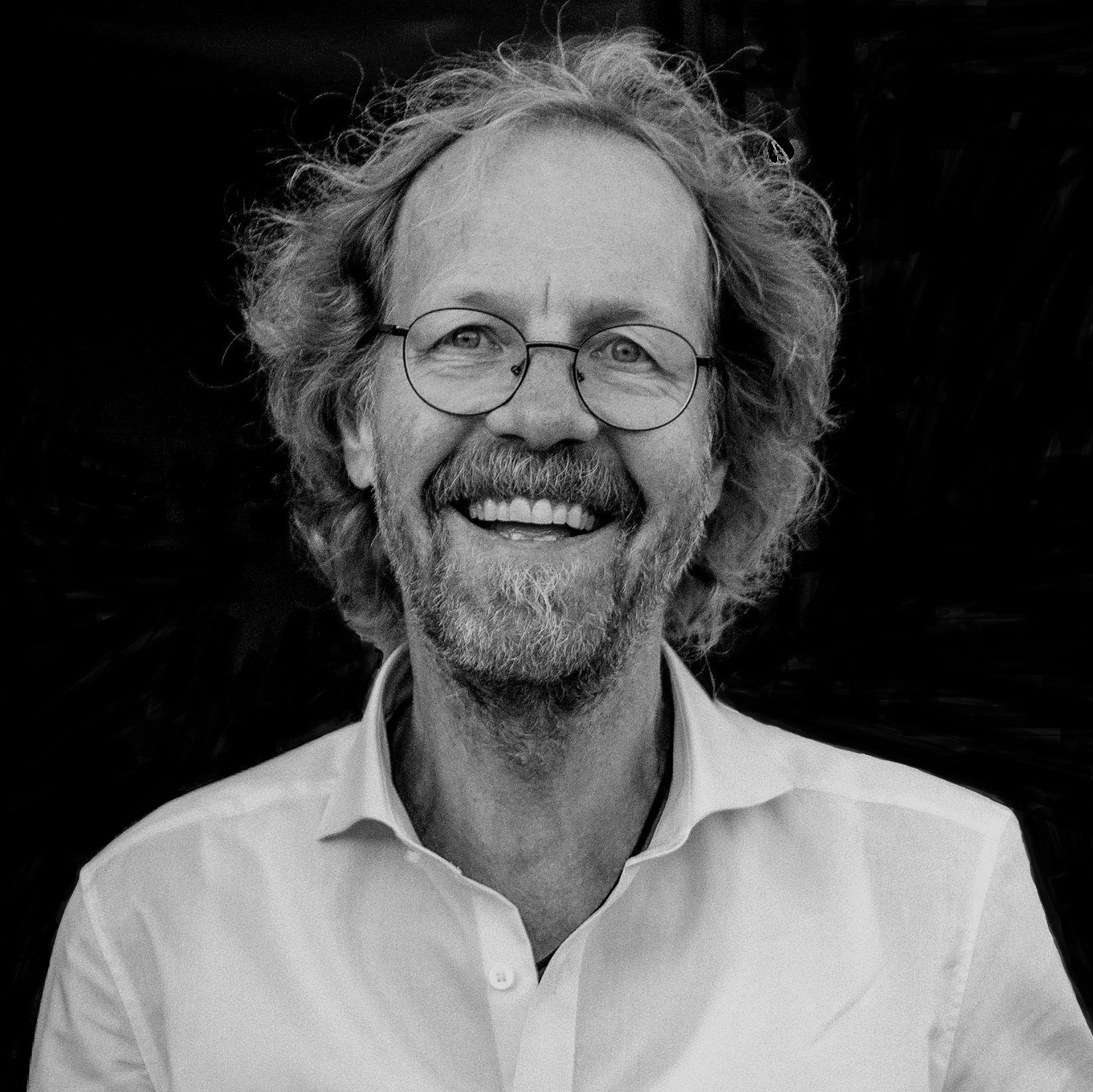
Guntram Pauli

Guntram Pauli (* 4. Juli 1952 in Gräfenthal) ist ein deutscher Musiker.

## Leben
Guntram Pauli wuchs in einer musisch geprägten Pfarrersfamilie auf. Er erhielt eine siebenjährige Klavierausbildung und spielte Trompete im Posaunenchor der Gemeinde seines Vaters.
Nach seinem Abitur 1973 in München studierte Pauli Sport und machte 1978 sein Examen als Diplomsportlehrer. In seinem eigentlichen Beruf arbeitete Pauli allerdings nur sporadisch, so z. B. zehn Jahre lang jeweils in den Wintermonaten als Skilehrer.

## Künstlerisches Schaffen
Seit seinem 18. Lebensjahr war Pauli Pianist, Keyboarder und Sänger in diversen Münchener Rockbands und brachte dabei seine ersten eigenen Kompositionen ein. 1978 schrieb er zusammen mit dem Dirigenten und Kirchenmusiker Christian Kabitz das Rock-Klassik-Opus Rock Requiem, einige Songs und Texte dazu steuerte sein Bandkollege Klaus Haimerl bei. Das Stück war dem verstorbenen gemeinsamen Freund und Musikerkollegen Lothar Thorand gewidmet. Im gleichen Jahr wurde das Werk an der Münchener Christuskirche uraufgeführt, weitere Aufführungen folgten. 1981 produzierten Pauli, Kabitz und Haimerl die gleichnamige DLP, an der die Musiker Thomas Hengelbrock, Bernd Kremling, Billy Lang und Hermann Weindorf beteiligt waren. Es folgten deutschlandweite Konzertserien. Das Opus galt als bahnbrechend in der Gattung Crossover und wurde von mehreren Kritikern in eine Reihe mit Projekten von Jon Lord, Procol Harum oder Alan Parsons gestellt. Die Süddeutsche Zeitung schrieb in einer Konzertrezension: „Obwohl gänzlich frei von manierierten Gefälligkeiten sind einzelne Titel dieses rituell gedachten Werkes von solch mitreißender Furore, dass sich ein Plattenmanager einen Single-Hit damit ausrechnen könnte.“ Die Musikzeitschrift Melodie & Rhythmus wählte das Rock Requiem auf Platz 2 der ewigen Top Ten christlicher Popmusik. Seit 1983 folgten die Produktionen weiterer Konzeptwerke, für die Pauli erstmals auch Texte beisteuerte. Hervorzuheben ist dabei mit „Cosmogenia“ ein weiteres Crossover-Werk, an dessen Produktion namhafte Solisten wie Hammondorgel-Ikone Brian Auger, Klaus Kreuzeder, Wolfgang Lackerschmid sowie Solisten der Münchner Philharmoniker beteiligt waren.
Zwischen 1987 und 1993 widmete sich Pauli bei längeren Auslandsaufenthalten (Nordafrika, Kreta) nicht nur weiteren Kompositions- und Textarbeiten, sondern schrieb mit „Jans Plan“ einen ersten Roman sowie den Kurzgeschichtenband „Die Mäusewoche und neun andere kleine Albträume“.
Furore machte 1995 Paulis Neufassung des Weihnachtsklassikers Stille Nacht. Er hatte dem beschaulichen Lied unter dem Eindruck von Balkankrieg, Übergriffen in Deutschland auf Ausländer und dramatisch fortschreitender Umweltzerstörung einen kritischen Text verpasst. Sein Bruder Christoph, Pianist u. a. in Thomas Gottschalks Late Night Show, steuerte ein rockiges Arrangement bei. Versuche von Produzenten, den Song als „Allstar-Hymne“ mit Peter Maffay, Patricia Kaas oder Udo Jürgens zu veröffentlichen scheiterten. Schließlich produzierte Pauli den Song mit Hilfe eines kleinen Labels und dem Münchner Sänger Michael Gerwien selbst. Versuche, ihn zu Weihnachten in den deutschen Rundfunkanstalten unterzubringen, scheiterten weitgehend, der Text galt als zu kritisch. Spätestens seit der Veröffentlichung des Videos 2009 entwickelt sich diese Neufassung des Weihnachtsklassikers alljährlich zum Jahresende mehr und mehr zum Kult.
2007/2008 erfüllte sich Pauli mit der Verfilmung seines Erstlingswerkes Rock Requiem einen Traum. Produziert wurde unter der Regie von Matthias Möldner größtenteils in der ukrainischen Stadt Lemberg mit dortigen Musikern. Seither wurde und wird das Werk weiterhin aufgeführt, seit 2010, nach dem  Tod des langjährigen Sängers Mario Lehner mit Hugo W. Scholz (voc, sax). 2012 wurde das Nachfolgeopus „Cosmogenia“ erstmals wieder aufgeführt. 2021 wurde die CD remastert und erschien in Neuauflage zusammen mit einem 40-seitigen Begleitbuch. Im gleichen Jahr visualisierte Pauli das Stück, es kommt 2022 erstmals auch als Multimediaprojekt auf die Bühne.
Pauli schrieb mehrere Städtehymnen (Frankfurt, Kassel, Witzenhausen) sowie Musik bzw. Texte für Film und Musical. Seit 2002 tourt der Musiker deutschlandweit mit seinem Coverprogramm „Balladissimo“ in verschiedenen Formationen.

## Diskografie
- 1979  Reflexiones (Pedro Soriano, G. Pauli)
- 1981  Rock Requiem (mit C. Kabitz, K. Haimerl), TELDEC
- 1983  Eiszeit – Reise ins Licht, PTA-Musik
- 1989  Cosmogenia (mit C. Kabitz, M. Schuster)
- 1995  Stille Nacht (mit C. Pauli, E. Coromines)
- 1996  Johannes (mit M. Schuster, C. Kabitz)
- 1998  Mainhattan  (mit C. Pauli)
- 2000  Jeder Ton hat eine Farbe
- 2001  Solang wir uns spür'n (mit C. Pauli)
- 2001  Königin für ein Jahr
- 2005  Wenn dein Kind dich morgen fragt
- 2008  Rock Requiem (Neuproduktion und Verfilmung mit Matthias Möldner)
- 2012  Winter
- 2016  Best of „Föhn“ und „Avalon“
- 2021  Cosmogenia (Neuauflage mit Begleitbuch)
- 2021 Es war ein Mahl
- 2024 Stranddesperado

## Film
- 2008 Rock Requiem - The film
- 2019 Rosalie, Kurzfilm
- 2020 Siga Siga, Roadmovie
- 2021 Hart am Wind, Kurzfilm